# Blohm & Voss Ha 137
Blohm & Voss Ha 137 byl německý jednomotorový jednomístný střemhlavý bombardér, řešený jako dolnoplošník s pevným kapotovaným podvozkem.

## Vývoj
Ha 137 vznikl jako požadavek RLM z roku 1934 na lehký jednomístný střemhlavý bombardér pro Luftwaffe. Společnost Blohm & Voss reagovala projektem P6 ing. Vogta, který vycházel ze zkušebního stíhacího letounu Kawasaki Ki-5. Projekt P6a počítal s hvězdicovou devítiválcovou pohonnou jednotkou BMW 132 o výkonu 537 kW, což byla německá verze amerického motoru Pratt & Whitney Hornet. Druhý návrh P6b představoval letoun s britským kapalinou chlazeným dvanáctiválcovým vidlicovým motorem Rolls-Royce Kestrel.
Po představení projektu obdržel Blohm & Voss oficiální objednávku na stavbu tří prototypů označených Ha 137. Dne 9. října 1934 byly provedeny testy s dřevěnou maketou a 13. května 1935 absolvoval svůj první let prototyp Ha 137 V1 (imatrikulace D-ITEK). Krátce na to byl dokončen i druhý prototyp Ha 137 V2 (D-IXAX). Soutěž na nový stroj vyhrál Henschel Hs 123 a Ha 137 zůstal na žádost RLM jako alternativa pro typy přihlášené do její další etapy.
Této druhé části soutěže se kromě Ha 137 zúčastnily projekty Heinkel He 118, Arado Ar 81 a Junkers Ju 87, který skončil jako vítěz. Třetí prototyp Ha 137 V3 (D-IZIQ) měl instalovaný motor Kestrel V s pevnou dvoulistou dřevěnou vrtulí a měl být vzorovým strojem případné verze Ha 137 B, zatímco V1 a V2 Ha 137 A.
V létě 1935 byly v Travemünde zahájeny zkoušky prototypů V1 a V2, v červnu 1936 pak v Rechlinu absolvoval množství zkušebních letů V3. V témže měsíci se však novým šéfem Technisches Amtu RLM stal Ernst Udet, který v této funkci nahradil Obersta Wolframa von Richthofena. Udet na rozdíl od svého předchůdce preferoval Ju 87 a ing. Vogtovi proto bylo jasné, že jeho Ha 137 do výzbroje Luftwaffe zařazen nebude.
Bez ohledu na nezájem o Ha 137 ze strany velitelství německého letectva vznikl ještě další prototyp Ha 137 V4 (D-IFOE) s motorem Jumo 210 Aa. Následně byla postavena nultá série sedmi kusů Ha 137A-0 s motory BMW 132A (D-IYXO, D-ITNU, D-IXJA, D-IFBA, D-IONU, D-IBGI a D-IABY, výrobní č. 183-190). Jejich dodávky proběhly mezi prosincem 1935 a říjnem 1936.
Do července 1937 byla dokončena také série Ha 137B-0 (D-IGPI, D-IUXU alias V5, D-IDTE alias V6, D-IJJE, D-INVA, D-IRQO, D-ITLE, D-IXPA a D-ITMY, výrobní č. 191-199), s vodou chlazenými zážehovými řadovými dvanáctiválcovými motory Jumo 210 C o 471 kW, které roztáčely stavitelnou třílistou kovovou vrtuli o průměru 3,2 m.
V červenci 1937 byl během nouzového přistání zcela zničen prototyp Ha 137B-0 (V6). Prototyp V4 byl zrušen byl na podzim 1937, V5 byl předán do Erprobungsstelle für Bordwaffe v Tarnewitz, kde sloužil například k testům raket Rheinmetall-Borsig RZ 65 a synchronizovaných kanónů ráže 20 mm.

## Specifikace (Ha 137 V4)

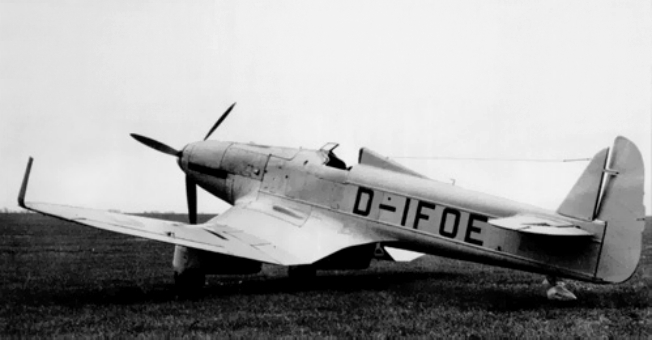
Blohm Voss Ha 137 V4

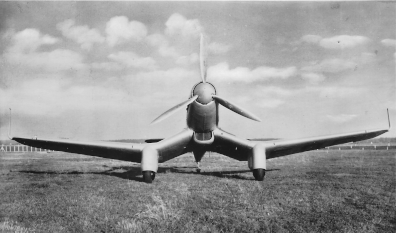
Blohm und Voss Ha 137B

Údaje podle

### Technické údaje
- Posádka:
- Rozpětí: 11,15 m
- Délka: 9,46 m
- Výška: 4,00 m
- Hmotnost prázdného letounu: 1815 kg
- Vzletová hmotnost: 2485 kg
- Pohonná jednotka:

### Výkony
- Maximální rychlost ve výšce 2000 m: 340 km/h
- Cestovní rychlost: 290 km/h
- Přistávací rychlost: 105 km/h
- Výstup na 4000 m: 9 min
- Praktický dostup: 5500 m
- Dolet: 580 km